# Roosevelt Skerrit
Roosevelt Skerrit, född 8 juni 1972, är en dominikisk politiker som varit Dominicas premiärminister sedan 2004. Han föddes i byn Vieille Case och har utbildat sig vid New Mexico State University och University of Mississippi, där han har en examen i psykologi och engelska.